# Skins
Skins är en brittisk tv-serie från 2007–2013 om ett gäng tonåringar i Bristol och deras vardagsliv, vilket involverar allt från droger och sex till vänskap och relationer. Efter två säsonger byts alla skådespelare ut mot nya och bildar då en ny generation. Skins premiärvisades den 25 januari 2007 i England och i Sverige den 6 september samma år i Kanal 5.
Det finns även en bok (Skins – the Novel) om vad som händer mellan säsong 3 och 4. Det fanns även långt gångna planer på att spela in en film med alla tre generationer. Projektet startade 2010 men lades sedan ner 2012.
Serien producerades av brittiska tv-kanalen E4, 2010 började MTV inspelningen av en amerikansk version av Skins som sedan började sändas under januari 2011 men som sedan snabbt lades ner.

## Rollfigurer

### Första generationen
Tony Stonem (Nicholas Hoult) är en attraktiv, smart och populär kille. Hans manipulerande sätt är orsak till många av händelserna i serien. Sid Jenkins (Mike Bailey) är Tonys bästa vän, men de är varandras motsatser. Tonys flickvän Michelle Richardson (April Pearson) uppfattas av många som lite fåfäng och egenkär men hon jobbar egentligen väldigt hårt och är väldigt mogen känslomässigt. Hon är vän med Cassie Ainsworth (Hannah Murray) som är en ganska udda tjej och lider av anorexi. Bortglömd av sina föräldrar försöker hon gömma sina problem och mentala hälsa för alla i sin omgivning.
Chris Miles (Joe Dempsie) älskar att skämta, festa och bara leva livet. Utåt verkar han alltid glad och inte många kan ana hans hemska bakgrund. Med en bror som dog av sjukdom som ung och föräldrar som lämnat honom åt sitt eget öde får han tidigt lära sig att ta hand om sig själv. Under en stor del av serien är han förälskad i deras psykologilärare Angie. Jal Fazer (Larissa Wilson) är en förnuftig tjej med stor talang för att spela klarinett. Hon bor tillsammans med sin kända pappa och rappande bröder. Maxxie är öppet homosexuell och lever för att dansa. Till skillnad från de flesta andra homosexuella tonåringarna i brittiska tv-program ses han fortfarande som en av grabbarna, även om han inte har så jättestor del i själva serien. Hans bästa vän Anwar Kharral (Dev Patel) är muslim men har inga som helst problem med sex före äktenskap, alkohol eller droger. Han är lite barnslig av sig med rolig humor. Lucy, kanske mer känd som "Sketch" (Aimee-Ffion Edwards), är en tystlåten tjej från Wales. Hon är artig men uppfattas ändå som smått irriterande.

### Andra generationen
Elisabeth (Effy) Stonem (Kaya Scodelario) är lillasyster till Tony från första generationen och ledare för den andra generationen. Effy är populär, snygg, och en naturlig ledare precis som sin bror. Hon är samtidigt ganska tystlåten och vill inte komma någon nära och försöker så långt som möjligt gömma alla sina problem för andra genom att inte visa några känslor. Hennes bästa kompis Pandora Moon (Lisa Backwell) är oerfaren men är villig att testa allt som Effy drar med henne på och ser verkligen upp till henne. Thomas Tomone (Merveille Lukeba) är en invandrare från Kongo som är väldigt godhjärtad och vill alla väl.
James Cook (Jack O'Connel), Freddie Mclair (Luke Pasqualino) och JJ Jones (Ollie Barbieri) har varit bästa vänner sedan de var små och kallar sig själva "de tre musketörerna". Cook är karismatisk och sällskaplig, men ganska bullrig av sig. Han är en riktig kvinnoälskare och har som ett mål att ligga så mycket som möjligt. Freddie en lättsam skejtare som emellanåt gillar att röka cannabis och är dessutom den mer förnuftiga och ansvarstagande av de tre. Det händer ofta att han blir sur på Cook och försöker få honom att bättra sig. JJ har aspergers syndrom, vilket gör det svårt för honom att passa in i samhället men han har lärt sig att trolla som ett sätt att få vänner på. Han är vänligast av dem och vet att hans vänner kommer att ta hand om honom ifall något skulle hända.
Katie (Megan Prescott) och Emily Fitch (Kathryn Prescott) är enäggstvillingar, men de är ändå väldigt olika. Katie ser sig själv som lite bättre än de andra och vill ta över Effys roll som ledare men är egentligen ganska osäker på sig själv. Hennes homofobi orsakar problem mellan systrarna när Emily kommer ut som lesbisk. Emily är ganska tyst och försiktig av sig och har alltid varit i skuggan av sin tvillingsyster, vilket hon inte trivs allt för bra med. Emily är kär i Naomi Campbell (Lily Loveless) som är en eldig, politiskt laddad ung kvinna med idealistiska åsikter och ett överflöd av ambition.

### Tredje generationen
Franky Fitzgerald (Dakota Blue Richards) som är något av en pojkflicka har flyttat till Bristol med sina två pappor efter att ha blivit retad i sin gamla stad. Hon är eftertänksam och något tillbakadragen i början men efter ett tag lyckas hon öppna upp sig mer för andra människor. Under sin första dag på nya skolan träffar hon på "Mardrömstjejen" Mini McGuinness (Freya Mavor) och Minis vänner Liv Malone (Laya Lewis) och Grace Blood (Jessica Sula). Mini uppfattas som en väldigt uppkäftig och manipulerande skönhetsdrottning till en början, men efter ett tag inser man att hon innerst inne är väldigt osäker och bryr sig om sina vänner. Liv är partytjejen som alltid har droger till hands, och på grund av sitt festande gör hon ibland saker hon ångrar. Hon gör i de första avsnitten allt som Mini säger men skaffar efter en tid egna åsikter. Grace är den rediga och fina flickan som lever mer i skuggan av sina två bästa vänner, men egentligen är hon mycket mer för världen än alla vet. Grace är den första av tjejerna som accepterar Franky och blir vän med henne.
Rich Hardbeck (Alexander Arnold) lever för metalmusik och är ganska känslig. Han står för det han tror på och har en del problem med andras åsikter, bland annat Graces som är hans raka motsats men som han sedan blir förälskad i. Hans bästa vän Alo Creevy (Will Merrick) beskrivs lite som Peter Pan - han vägrar att växa upp och springer iväg ifrån sina problem. Han är positiv och ivrig, och är väldigt intresserad av sex. Han äger en husbil där han och Rich ofta hänger och röker på tillsammans.
Nick Levan är sportnörden som är lagkapten för skolans rugbylag och är tillsammans med Mini. Han kan uppfattas som omogen och taskig, och han gör ofta dåliga saker som han vet att han egentligen inte borde. Han gör allt han kan för att göra sin pappa stolt, men han har inte en särskilt bra relation till pappan. Gänget stör sig till en början på honom, men han lyckas till slut visa att han kan vara en riktigt bra person.
Matty Levan (Sebastian De Souza) är den mystiska killen som man först stöter på i det första avsnittet ("Franky"), och sedan i det fjärde avsnittet ("Liv"). Han visar sig vara Nicks bror som blivit utslängd av familjen men som sedan får komma hem igen. Han och Liv blir tillsammans i det fjärde avsnittet men han och Franky har ett extra öga på varandra sedan första gången de sågs. Matty är väldigt bra på att anpassa sig och får snabbt en naturlig plats i gänget. Han är precis som Liv intresserad av droger.
I sjätte säsongen flyttar Alex Henley (Sam Jackson) till Bristol och han blir till en början utfryst av gänget eftersom de inte riktigt kan förstå sig på honom. Alex är väldigt utåtriktad och lever efter slumpen. Han är också väldigt flörtig, trots att han är homosexuell flörtar han med båda könen. Han blir väldigt bra vän med Liv och efter ett tag också med Nick.

## Sammanfattning

### Säsong 1
I första avsnittet "Tony" försöker Tony ordna en fest där hans bästa kompis Sid ska bli av med oskulden. Det misslyckas och Sid hamnar i trubbel eftersom han köpt knark av langaren Madison Twattet. De råkar köra ner bilen de stulit i vattnet och han förlorar knarket innan han hunnit sälja något.
I andra avsnittet "Cassie" fokuseras på Cassie och hennes vistelse på ett rehabiliteringshem och hur hon hallucinerar meddelanden med instruktioner att hon ska äta. Man får även se hur henne känslor för Sid blir starkare.
I tredje avsnittet "Jal" får man se Jals ambitioner att vinna BBC Young Musican Of The Year, och hennes komplicerade relation till sin musikaliska kända pappa. Jals pappa får även Madison Twatter att lämna gänget ifred efter att han förstört Jals klarinett.
I fjärde avsnittet "Chris" blir Chris lämnad av sin mamma med 1 000 £ och ett hus som senare blir övertaget av en uteliggare så Chris får flytta till en studentlägenhet. Han utvecklar en relation med sin psykologilärare Angie.
I femte avsnittet "Sid" börjar Sids föräldrar bråka och Sid ligger efter i skolan. Tony försöker göra så att hans flickvän Michelle och Sid ska få ihop det. Det slutar i katastrof och Sid blir nerslagen av ett tjejgäng på stan.
I sjätte avsnittet "Maxxie & Anwar" startar en konflikt på grund av Maxxies läggning och Anwars tro på islam. Tony får lust att prova något nytt och försöker att få ligga med Maxxie, vilket Michelle får se. Anwar förlorar oskulden med en gift ryska.
I sjätte avsnittet "Michelle" börjar Michelle förstå att det verkligen är över mellan henne och Tony och börjar dejta en ny kille, Josh, som jobbar på rehabiliteringshemmet där Cassie bor. Tony blir avundsjuk och skickar nakenbilder på Joshs syster till Michelle från Joshs telefon vilket gör att Michelle dumpar honom.
I åttonde avsnittet "Effy" blir Effy kidnappad av Josh som vill hämnas på Tony. Han försöker tvinga Tony att ha sex med sin syster. Efter att ha tagit av Tony alla kläder förutom kalsongerna tvingas han be om nåd och får därefter ta sin syster och gå. Tony har nu kommit på att han vill bättra sig.
I det sista avsnittet "The Last Episode" är det Anwars födelsedag. Han och Maxxie bestämmer sig för att bli vänner igen då Anwars pappa inte har några problem med att Maxxie är gay. Cassie bestämmer sig för att flytta till Skottland och Chris relation med Angie avslutas snabbt när Angies fästman kommer tillbaka till stan och Tony försöker bli tillsammans med Michelle igen. Men under tiden han pratar med henne i telefon och försöker förklara att han ska bli en bättre person bli han överkörd av en buss.

### Säsong 2
I första avsnittet "Maxxie & Tony" får man se hur Tony påverkats efter att ha blivit påkörd av en buss. Man får även reda på mer om Maxxies personliga liv, hur han kämpar med dansen och mobbning på grund av sin läggning.
I andra avsnittet "Sketch" kommer den nya karaktären "Sketch" som stalkar Maxxie. Hon gör allt som krävs för att komma nära Maxxie och förgiftar Michelle så att hon själv ska få ledarrollen i en pjäs och då få kyssa Maxxie. När Maxxie blir sur och förklarar att han aldrig kommer att gilla henne inleder Sketch ett hemligt sexuellt förhållande med Maxxies bästa kompis Anwar.
I tredje avsnittet "Sid" får man se hur Cassie har det i Skottland och hur Sid tror att hon är otrogen mot honom. Sids skotska släktingar kommer på besök och det slutar med att Sids pappa dör. Han kommer även närmare Tony igen när Tony lyckas få honom att berätta om sin pappas död.
I fjärde avsnittet "Michelle" åker hela gruppen på campingresa till Michelles pappa i Wales. Maxxie får reda på att Anwar och Sketch har sex med varandra och Sid börjar ett förhållande med Michelle. När de sedan kommer hem har Cassie kommit hem från Skottland och ser Sid och Michelle hångla.
I femte avsnittet "Chris" börjar Chris jobba som mäklare efter att ha blivit avstängd från skolan. Jal lär sig att öppna upp mer och startar ett förhållande med Chris, men Chris är otrogen mot henne med Angie. De bestämmer sig ändå för att flytta ihop och Jal får reda på att hon är gravid.
I sjätte avsnittet "Tony" får man se hur Tony kollar på ett universitet, men efter att ha tagit ecstasy börjar han bli lite av sitt gamla jag. En mystisk flicka som är en projektion av Tonys undermedvetna dyker upp och hjälper honom att komma över sina psykiska funktionshinder. Nu när han är sitt gamla jag igen konfronterar han Sid och Michelle och säger att deras förhållande är fel.
I avsnitt sju "Effy" tar Effy över mer och mer när hennes pappa är bortrest och mamman är inkapabel att ta hand om huset ochsig själv. En ny, konstig tjej, Pandora, börjar på Effys skola och de blir kompisar. Effy bestämmer sig för att hjälpa Sid och resten av gänget med deras kärleksproblem så Sid och Cassie blir tillsammans igen och även Tony och Michelle.
I åttonde avsnittet "Jal" får man se hur Jal kämpar med graviditen. Chris får åka till sjukhuset efter att fått blodproppar i hjärnan och Maxxie presenterar sin nya pojkvän James.
I nionde avsnittet "Cassie" berättar Jal för Chris att hon tänker göra abort. Cassie som börjar med sin ätstörning igen och alla andra problem blir traumatiserad när Chris dör av två blödningar i hennes famn. Cassie flyr till New York.
I sista avsnittet "Everyone" får hela gänget reda på sina betyg och går på Chris begravning som de egentligen inte är bjudna på. Sid åker till New York för att hitta Cassie och Anwar flyttar med Maxxie och James till London.

### Säsong 3
I första avsnittet "Everyone" introduceras det nya gänget och deras första dag på Roundview College. Freddie, JJ och Cook är redan vänner sen tidigare. Emily och Katie är tvillingsyskon och känner Naomi lite men då Katie misstänker att Naomi är lesbisk efter att sett henne och Emily hångla på en fest är de mer som ovänner. De träffar Effy och Pandora, Katie vill genast bli vän med Effy och Cook och Freddie vill även lära känna henne. Efter att Cook klarat ett test som Effy bestämt inleder de ett sexuellt förhållande.
I andra avsnittet "Cook" fyller Cook 17 och har en födelsedagsfest på sin morbrors pub. Det är ganska lamt och tjejerna är på väg att gå när Freddie får ett telefonsamtal från sin syster som är på sin kompis förlovningsfest. De beger sig oinbjudna dit och lyckas ta sig in. Där råkar Cook få gangsterkungen Johnny White (Mackenzie Crook) att bli rasande på honom när han flörtar med hans dotter.
I tredje avsnittet "Thomas" får man träffa Thomas som kommit till Storbritannien från Kongo. Han behöver någonstans att bo så han flyttar in i en övergiven lägenhet. Han blir även förälskad i Pandora. Thomas lyckas bli en i gänget då han vinner över Johnny White i en tävling att äta chili.
I fjärde avsnittet "Pandora" har Thomas blivit tvungen att flytta hem till Kongo igen efter att hans mamma kommit på besök. Pandora bestämmer sig för att försöka ha lite roligt och ordnar ett pyjamasparty hemma hos sig. Men efter att Effy spetsat brownisarna urartar festen till att bli mer som ett rave. Naomi och Emily kysser varandra men förnekar båda två att vara gay. Pandora låter Cook ta hennes oskuld och samma morgon kommer Thomas tillbaka igen.
I femte avsnittet "Freddie" får man se hur hans syster Karen försöker bli känd genom att medverka i ett talangshow på TV. Freddie bråkar med sin pappa och syster efter att blivit fråntagen sitt skjul för att Karen ska ha någonstans att träna på sin dans. Han får reda på att Cook har legat med hans syster och Effys föräldrar går skilda vägar. Freddie blir slagen av sin pappa i ansiktet och när han ska gå och berätta får Effy hur han känner för henne är hon med Cook.
I sjätte avsnittet "Naomi" bestämmer sig Naomi för att ställa upp i presidentvalet på skolan i ett vad mot Cook som går ut på att ifall Cook vinner ska hon ligga med honom men om hon vinner så slipper hon. Cook vinner men det blir inte mer än lite kyssar. Naomi och Emily cyklar iväg till sjön och inleder där ett sexuellt förhållande men Naomi vägrar fortfarande inse att hon är lesbisk.
I sjunde avsnittet "JJ" bestämmer sig Emily att vara snäll mot JJ och har sex med honom för att han ska få förlora oskulden trots att hon är kär i Naomi. JJ är upprörd då Freddie och Cook vägrar prata med varandra och bara spelar med honom. Thomas får reda på att Pandora varit otrogen med Cook. Och Cook som är hög på JJ:s mediciner avslöjar för Freddie att Effy egentligen gillar Freddie och inte Cook.
I åttonde avsnittet "Effy" har Effy förlorat allt, sin status, sexet med Cook är värdelöst och hennes hemmaliv håller på att rasa. Hon börjar äntligen känna igen efter att ha haft sex med Freddie. Men då Freddie är tillsammans med Katie blir Katie rasande, det hela slutar med att Effy som är hög på svamp slår en sten i huvudet på Katie och lämnar henne medvetslös i skogen.
I nionde avsnittet " Katie & Emily" blir syskonen osams efter att Emily kommit ut inför resten av familjen. Emily är helt förstörd efter att Naomi sagt nej till att gå med henne till skolbalen. Katie får reda på att Emily och JJ har haft sex och försöker para ihop dem igen. Det slutar med att syskonen startar slagsmål mitt under balen då Naomi dyker upp men bestämmer sig sedan att bli sams igen.
I sista avsnittet har Cook och Effy flytt till Cooks pappa. JJ och Freddie åker för att hämta hem dem och få Effy att lämna Cook och istället bli tillsammans med Freddie.

### Säsong 4
I första avsnittet "Thomas" börjar det med att Sophia tar livet av sig på klubben där Thomas jobbar, vilket orsakar problem för honom. Hemma är hans lillebror sjuk på grund av den sketna lägenhet de bor i så de behöver hitta ett nytt hus.
I andra avsnittet "Emily" får Emily reda på att Naomi legat med Sophia och att det var hon som hade sålt drogerna till Sophia, vilket man tror var anledningen till att hon tagit livet av sig. Emilys pappa har förlorat sitt gym så att de har det krisigt ekonomiskt.
I tredje avsnittet "Cook" avtjänar Cook sitt straff efter att erkänt att han sålt drogerna till Sophia (för att täcka Naomi). Han tvingas bo hos sin mamma som tycker han har ett dåligt inflytande på sin yngre bror.
I fjärde avsnittet "Katie" förlorar Katie sitt jobb och får reda på att hon inte kan få barn. Hela familjen Fitch har gått i konkurs och blir av med sitt hus vilket gör att de tvingas flytta in hos Naomi, trots ett starkt ogillande hos Emilys och Katies mamma.
I femte avsnittet "Freddie" oroar Freddie sig över Effy som lider av depression, vilket påminner honom om hans mamma som tagit livet av sig. Freddie lyckas rädda Effy efter att hon försökt begå självmord och får henne inlagd på ett hem.
I sjätte avsnittet "JJ" blir JJ kär i den ensamstående mamman Lara (Georgia Henshaw), som även får honom att tro mer på sig själv och ifrågasätter alla mediciner som han proppat i sig.
I sjunde avsnittet "Effy" får man se hur Effys psykolog Dr. John Foster (Hugo Speer) använder en hypnotisk metod för att bota hennes depression som får henne att glömma bort och överge sina gamla vänner. En händelse vid platsen där Tonys olycka skedde får henne att nästan begå självmord igen och Freddie insisterar på att Dr Foster inte ska få behandla Effy längre. Dr Foster lurar sedan hem Freddie till sitt hem och mördar honom.
I sista avsnittet "Everyone" försöker gänget förstå varför Freddie bara lämnat dem i sticket, speciellt Freddies syster Karen tror att något hänt Freddie. Naomi och Emily sluter äntligen fred efter otrohet på båda sidor och Naomi erkänner att hon varit kär i Emily sedan första gången de sågs. Thomas och Pandora får en andra chans att bli tillsammans när båda kommer in på Harvard i USA. En nästan frisk Effy håller en fest till Freddies ära i hans gamla skjul och hoppas på att han ska återvända. Cook som är på rymmen från polisen kommer på att det är Dr Foster som mördat Freddie efter att förföljt honom hem. Det hela slutar med att Dr Foster är på väg att mörda Cook.

### Säsong 5
Mini ogillar den nya tjejen Franky och låter henne vara med i gruppen för att sedan frysa ut henne. Franky bryter ihop och håller i en luftpistol, men främlingen Matty övertygar henne om hennes värde. Grace blir vän med Franky och två andra utstötta, Rich och Alo. Grace blir tillsammans med Rich. Mini känner sig pressad att ha sex med sin pojkvän, Nick, som inte vet att hon är oskuld. Minis modeshow blir misslyckad och hon inser att hennes bästa vän har legat med Nick. Hon tvingar sig att ha sex med honom och blir besviken. Liv och Nick fortsätter att ha en affär, även om de båda misstänker att Mini känner till affären. Liv festar med Matty och inser att han är Nicks bror. Bröderna återförenas och Matty flyttar hem igen. Grace presenterar Rich för sina föräldrar och han blir chockad över att hennes far är rektorn. Han vill att hon ska byta skola. Rich friar till Grace. Franky får en panikattack efter att hon försökt ha sex med Matty och flyr genom en skog och faller ned för ett stup men blir räddad av vännerna.

## Säsong 6
Kompisgänget är på semester i Marocko. Franky lockas av den rika droghandlaren Luke, och Matty jagar dem med bilen. Bilen välter och skadar Grace, men Matty flyr för att polisen inte ska ta honom på grund av de droger som Luke placerat i bilen. Grace hamnar i koma och hennes far låter inte Rich träffa henne. Fadern tar henne till Schweiz för behandling, men hon avlider. Alex är ny i gänget och Liv blir kär i honom, men han avslöjar att han är bög. Franky har ett destruktivt förhållande med Luke. Mini blir gravid, det är Alo som är fadern. Nick försöker få ihop pengar för att smuggla tillbaka Matty till England. Franky blir tillsammans med Nick. Alo har sex med en minderårig flicka. När han gör slut med henne anmäler hon honom för polisen, men han slipper undan. Han lovar Mini att ta hand om deras barn.

## Säsong 7
Den sjunde och avslutande säsongen sändes 1 juli – 5 augusti 2013.

## Skins (nordamerikanska versionen)
Den nordamerikanska versionen av tv-serien började spelas in i februari 2010 i Toronto. Rollfigurerna är lika, även om man har ändrat några av namnen, Sid har fått namnet Stanley, Cassie kallas Cadie och Jal heter istället Daisy. Tonys syster Effy fick heta Eura.
Programmet lades ned den 10 juni 2011. Det hade fått kritik från Parents Television Council som kallade Skins för en av de värsta TV-serier ett barn kan se.

## Medverkande
Första generationen:
- Anthony "Tony" Stonem - Nicholas Hoult
- Cassandra "Cassie" Ainsworth - Hannah Murray
- Sidney "Sid" Jenkins - Mike Bailey
- Christopher "Chris" Miles - Joseph Dempsie
- Elizabeth "Effy" Stonem - Kaya Scodelario
- Michelle Richardson - April Pearson
- Jalander "Jal" Fazer - Larissa Wilson
- Posh Kenneth - Daniel Kaluuya
- Maxxie Oliver - Mitch Hewer
- Abigail Stock - Georgina Moffat
- Anwar Kharral - Dev Patel
- Angie - Siwan Morris
- Pandora Moon - Lisa Backwell

Andra generationen:
- Elizabeth "Effy" Stonem - Kaya Scodelario
- Pandora Moon - Lisa Backwell
- James Cook - Jack O'Connell
- Freddie Mclair - Luke Pasqualino
- JJ Jones - Ollie Barbieri
- Naomi Campbell - Lily Loveless
- Katie Fitch - Megan Prescott
- Emily Fitch - Kathryn Prescott
- Thomas Tomone Merveille Lukeba
- Karen Mclair - Klariza Clayton